# Reforma laboral española de 2022
El Real Decreto-ley 32/2021, de 28 de diciembre, de medidas urgentes para la reforma laboral, la garantía de la estabilidad en el empleo y la transformación del mercado de trabajo, más conocido como la Reforma laboral de 2022 es un decreto-ley que modificó la Ley del Estatuto de los Trabajadores en España. El texto fue aprobado el 3 de febrero de 2022 en el Congreso de los Diputados con 175 votos a favor, 174 en contra y ninguna abstención. El acuerdo para la reforma fue alcanzado por el Gobierno de PSOE-Unidas Podemos —representado por la ministra de Trabajo, Yolanda Díaz—, representantes sindicales y representantes de los empresarios del conjunto del territorio español el 23 de diciembre de 2021, tras varios meses de negociación.
Su aprobación recibió amplia atención mediática al darse con un margen de votos muy ajustado, y el decreto fue inicialmente considerado rechazado en la votación al existir dos votos en contra por parte de dos diputados de Unión del Pueblo Navarro, partido que, sin embargo, había pactado previamente su apoyo con el Gobierno. No obstante, debido al error de un diputado del Partido Popular, que votó a favor por accidente en contra de la posición de su grupo parlamentario, el texto fue finalmente aprobado. Su entrada en vigor permitió a España recibir una parte de los fondos europeos del mecanismo de recuperación por los daños provocados por la recesión por la pandemia de COVID-19 en el país.
La norma introdujo cambios sustanciales en materia laboral: aportó prioridad a la contratación indefinida frente a la temporal, dio mayor peso a los convenios sectoriales en los salarios y afianzó la participación del Mecanismo RED de Flexibilidad y Estabilización del Empleo en empresas con problemas económicos, entre otros.

## Contexto y tramitación del texto
Uno de los puntos que se firmaron en el acuerdo de coalición de Gobierno que concretaron PSOE y Unidas Podemos en 2019 incluía la «derogación de la Reforma Laboral», refiriéndose al texto aprobado en 2012 introducido por el Partido Popular, que en aquel año gobernaba en mayoría absoluta. La derogación total o parcial de este texto formaba parte del discurso habitual de las fuerzas progresistas, al cual acusaban de haber creado «excesiva temporalidad» y una «cultura de la precariedad». En el pacto se incluían varios objetivos, entre los que se encontraban la derogación de varios aspectos de esa reforma como la «prioridad aplicativa de los convenios de empresa sobre los convenios sectoriales», las «limitaciones al ámbito temporal del convenio colectivo» o la «posibilidad de despido por absentismo causado por bajas por enfermedad». También entre los puntos de ese mismo texto se incluían otros cambios sustanciales en materia laboral como la subida del Salario Mínimo Interprofesional hasta el 60% del salario medio en España, la revisión de los contratos formativos y la lucha contra el fraude laboral (que incluye menciones a la contratación temporal y de falsos autónomos). Muchos de estos puntos formaron parte del programa del Ministerio de Trabajo a lo largo de los años 2020 y 2021 y culminaron en la aprobación de legislación como la «Ley Rider» o la subida del Salario Mínimo Interprofesional en 2020 y 2021. Asimismo uno de los objetivos del ejecutivo progresista era reducir la temporalidad en el empleo —tradicionalmente alta en el país—, que seguía en incremento desde el año de aplicación de la reforma del Partido Popular, siendo los contratos de este tipo —según datos de 2020— un 24,7 % del total, lo cual convertía a España en el país con la mayor tasa de temporalidad de la Unión Europea (cuya media se situaba en un 13,6 % para ese mismo año).
En el contexto del impacto económico provocado por la recesión por la pandemia de COVID-19 en el país, la Comisión Europea impulsó Next Generation EU, un programa de recuperación económica con el objetivo de asistir económicamente a los países más afectados por la pandemia. Una reforma laboral «integral y ambiciosa del mercado laboral» acabó formando parte de una serie de requisitos exigidos por este organismo para otorgar a España una parte de los 140 000 millones de euros del Fondo de Recuperación, y las instituciones europeas dieron como plazo máximo hasta el 31 de diciembre de 2021 para presentarlo ante la Comisión. En un comunicado emitido en noviembre de 2021, PSOE y Unidas Podemos se comprometieron una vez más a la derogación de la Reforma laboral del Partido Popular.
Las negociaciones para la redacción del texto de la reforma se desarrollaron a lo largo de nueve meses entre miembros del gobierno a través de la vicepresidenta y ministra de trabajo, Yolanda Díaz, así como los representantes de los sindicatos (CCOO y UGT) y del cuerpo de empresarios nacionales (CEOE y CEPYME). Estas se intensificaron en el último mes, y el acuerdo finalmente fue presentado el 23 de diciembre de 2021, firmado por las tres partes. En cuanto a las votaciones internas, mientras que los sindicatos otorgaron su apoyo al texto de forma unánime, el representante de los empresarios, Antonio Garamendi, tuvo mayores dificultades y solo lo consiguió después de que varias organizaciones empresariales se desmarcaran del debate. El presidente del Gobierno, Pedro Sánchez, celebró el fin de las negociaciones con un mensaje a través de Twitter: «Cumplimos. Hoy avanzamos hacia un modelo de relaciones laborales del siglo XXI». El texto fue aprobado en Consejo de Ministros el 28 de diciembre de 2021 y publicado en el BOE el 30 de ese mismo mes. El decreto recibió una serie de modificaciones en enero de 2022 antes de ser sometido a votación en el Congreso de los Diputados, donde necesitaría de una mayoría simple para ser aprobado. Según un estudio de opinión pública realizado por el Instituto InvyMark y publicado el 22 de enero, el 62% de los encuestados valoró positivamente el acuerdo entre Gobierno, sindicatos y empresarios, frente a un 37% que se posicionó en contra.

### Aprobación

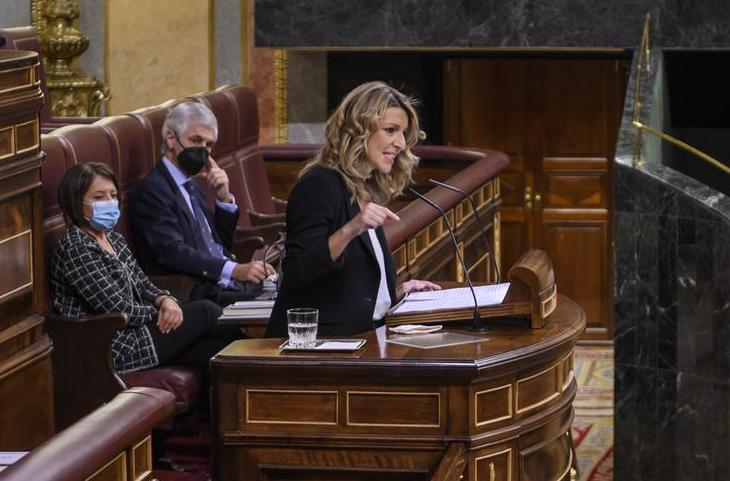
Yolanda Díaz en su intervención en el Congreso de los Diputados el día de la votación

El Decreto-Ley se sometió a votación parlamentaria el 3 de febrero de 2022 en el Congreso de los Diputados. El resultado de la votación fue de 175 votos a favor y 174 en contra. Los grupos parlamentarios que dieron su aprobación fueron el PSOE, Unidas Podemos, Más País, Ciudadanos, Teruel Existe, PRC, Coalición Canaria, Nueva Canarias, Compromís y PDeCAT. En contra se posicionaron PP, Vox, ERC, PNV, Bildu, Junts, Candidatura de Unidad Popular, BNG, Foro, UPN así como el antiguo diputado de Ciudadanos, Pablo Cambronero.
El gobierno había previamente pactado el apoyo de los dos diputados de UPN, Sergio Sayas y Carlos García Adanero, y esperaba que dieran el «sí» en el momento de la votación; estos declararon durante toda la tarde del día anterior y el día de la votación que votarían a favor de la reforma. Sin embargo, en contra de las previsiones del ejecutivo, los diputados de UPN emitieron un «no», lo cual habría dejado a la votación en 174 votos a favor y 175 en contra, con su consecuente reprobación. No obstante, debido a un error por parte de un diputado del Partido Popular, Alberto Casero Ávila, que votó «sí» de forma telemática por accidente, el recuento final permitió alcanzar la mayoría necesaria.
Aunque la inicial reprobación de la ley obtuvo una reacción positiva por parte de las fuerzas de la oposición, cuando la presidenta del Congreso, Meritxell Batet, anunció que el recuento final había permitido la aprobación de la reforma, los diputados de las formaciones de Vox y PP abuchearon y gritaron «pucherazo» y «tongo» para expresar su frustración. El diputado del Partido Popular que emitió su voto a favor afirmó que se trataba de «un error informático». Sin embargo, los servicios de la Cámara confirmaron que no se había detectado ningún problema de este tipo en el trascurso de la votación.
| Fecha                                          | Voto   |     |    |    |    |    |   |   |   |   |   |   |   |   |   |   |   |   |   |   |   |   |   | No Ads. | Total   |
| ---------------------------------------------- | ------ | --- | -- | -- | -- | -- | - | - | - | - | - | - | - | - | - | - | - | - | - | - | - | - | - | ------- | ------- |
| 3 de febrero de 2022 Mayoría requerida: Simple | Sí     | 120 | 1  |    | 25 |    | 9 | 4 |   | 7 |   |   | 2 |   | 2 | 1 | 1 |   | 1 |   | 1 | 1 |   |         | 175/350 |
| 3 de febrero de 2022 Mayoría requerida: Simple | No     |     | 87 | 52 |    | 13 |   |   | 4 |   | 6 | 5 |   | 2 |   |   |   | 2 |   | 1 |   |   | 1 | 1       | 174/350 |
| 3 de febrero de 2022 Mayoría requerida: Simple | Abs.   |     |    |    |    |    |   |   |   |   |   |   |   |   |   |   |   |   |   |   |   |   |   |         | 0/350   |
| 3 de febrero de 2022 Mayoría requerida: Simple | No oc. |     |    |    | 1  |    |   |   |   |   |   |   |   |   |   |   |   |   |   |   |   |   |   |         | 1/350   |

## Contenido
El texto de la reforma se desarrolla a lo largo de 54 páginas que contienen cinco artículos, siete disposiciones adicionales, ocho disposiciones transitorias, una disposición derogatoria y ocho disposiciones finales.
El preámbulo de la reforma hace hincapié en el objetivo principal del Gobierno de reducir la temporalidad y la tasa de desempleo en el país. Expone igualmente una necesidad de reducir la precariedad laboral, mencionando el impacto de la misma en la cultura española. Hace referencia a las demandas de la Unión Europea y afirma que los cambios están «avalados por el diálogo social» por los representantes sindicales y empresariales. A continuación, resume las novedades introducidas en el documento.
El decreto-ley eliminó los contratos por obra y servicio e introduce, en su lugar, dos nuevos tipos: el estructural (por circunstancias de la producción) y el de sustitución. El primero solo puede extenderse hasta los seis meses de duración o un año si lo permite el convenio de la actividad que se desempeñe. Introdujo, además, una reformulación del contrato fijo-discontinuo, orientado a tareas de carácter estacional, Además, aumentó las sanciones a empresas que abusen de la temporalidad de forma ilegal.
En cuanto a la formación, el documento definió un nuevo marco profesional con dos modalidades: contratos en alternancia o duales, orientados a la compaginación de trabajo y estudios; y contratos de obtención de la práctica profesional. El primero solo es accesible para estudiantes de hasta 30 años durante un tiempo máximo de hasta dos años, con una limitación de la jornada laboral que no podrá no superior al 65% durante el primer año y al 85% durante el segundo. La retribución para este tipo de contrato estará adaptada al convenio y no podrá bajar del 60% en el primer año y del 75% en el segundo.
Igualmente, el texto proporcionó mayor protagonismo a los convenios profesionales en el empleo: volvió a incluir la ultraactividad de los convenios vencidos (derogada en 2012), lo cual implica la prolongación de los efectos de los mismos tras su caducidad, así como la priorización de los convenios sectoriales sobre los convenios de empresa; además, estableció que las subcontrataciones tendrían que ajustarse al convenio colectivo.
El texto, además, consolidó los mecanismos de los Expedientes de Regulación Temporal de Empleo (ERTES) según se realizaron en el trascurso de la pandemia, con compensaciones a empresas en dificultades económicas en momentos de crisis, las cuales podrían someterse a este recurso durante un período máximo un año. Durante los mismos se inhabilitaría la realización de horas extra en la empresa y se bonificará la formación de los trabajadores.
El decreto-ley limita las causas de despido a trabajadores de las administraciones públicas.

## Consecuencias
| Gráfica de evolución de nuevos contratos indefinidos en marzo entre 2008 y 2025 |
| |
| La contratación indefinida en marzo de 2022, tras la reforma laboral de ese año, fue la mayor de la serie histórica hasta la fecha para ese mes. Datos del Ministerio de Trabajo y Economía Social |

En febrero de 2022, el mes posterior a la aprobación de la ley, se registró el mayor aumento de contrataciones indefinidas en el país hasta alcanzar su nivel más alto hasta la fecha (cuyo registro comenzó en 1998), con la firma de un total de 316 841 contratos de este tipo, representando el 22 % del total. De estos, la mayoría (173 960) lo hicieron para cubrir una jornada completa. Los dos primeros meses de ese año registraron un aumento del 116,47% en cuanto a contratación indefinida respecto al mismo lapso de tiempo del año anterior. La reforma también tuvo consecuencias positivas en cuanto a los datos para la población más joven, produciéndose el doble de firmas de contratos indefinidos respecto al mes anterior. Asimismo, se produjo un descenso de la contratación temporal (representada a través de una caída de los contratos de obra y servicio), con una reducción del 19,5 % respecto al mismo período del año pasado. También se dio una reducción en el número de contratos de un solo día de duración, que pasaron del 40 % al 30 % del total de contratos temporales firmados en esa época. En cifras absolutas, hubo una ligera bajada del número de contrataciones —sin tener en cuenta el tipo de contrato— en comparación con el mismo mes del año anterior (67 000 en 2022 respecto a las 71 000 de 2021).
En marzo, dos meses tras su introducción, se registraron 1 671 841 contratos, un 19,1 % más que el mismo mes de 2021. De todos ellos, 513 677 fueron contratos indefinidos, por lo que el volumen de contratos fijos fue un 147,9 % superior al de marzo del año anterior y representó el 30,7 % del total de contratos efectuados en el tercer mes del año, frente al 14,8 % de marzo de 2021, cuando aún no estaba en vigor la reforma laboral. El paro se redujo en 2 921 personas, una cifra menor respecto al año anterior, marcado por la recuperación de la fuerte subida de ese dato provocada por el impacto de la pandemia de COVID-19 en la economía. En términos absolutos, el número de parados se situó en 3 108 763 personas, que supuso la cifra más baja para ese mes desde el año 2008.
El aumento de la contratación indefinida continuó durante el tercer mes tras la aprobación de la ley con un 48,2 % de los nuevos contratos firmados como indefinidos. Esta fue especialmente más elevada en el sector agrícola y en la construcción. En cifras absolutas, el paro bajó en 82 260 personas —una reducción del 2,77 %. Los contratos de corta duración percibieron, asimismo, una fuerte caída como porcentaje del total, pasando del 75,8 % de promedio en los tres años anteriores a la pandemia en el mes de abril al 28 % en ese mes de 2022. La tendencia fue similar para el mes de mayo, en el que se firmaron 730 427 contratos indefinidos (un 44,5 % del total); el paro registró su cifra más baja desde noviembre de 2008.
El año de su aprobación, 2022, cerró con una reducción total de siete puntos porcentuales en la tasa de temporalidad, que se situó en el 17,5 %. El número de asalariados con contrato indefinido era —a finales de diciembre— de 13,9 millones, representando el dato más alto registrado hasta la fecha. Los contratos temporales, por su parte, vieron una disminución del 30 %. La contratación fija discontinua se elevó hasta los 212.947 empleados.

### Expulsión de los diputados de UPN
Posteriormente a la votación, el presidente de UPN anunció que los dos diputados que votaron en contra a pesar de haber pactado el voto a favor con el Gobierno, Sergio Sayas y Carlos García Adanero, serían obligados a entregar su acta de diputado o expulsados del partido. Estos respondieron más tarde asegurando que a su juicio no habían incumplido la disciplina del partido y que mantendrían sus actas. El 2 de marzo, el partido confirmó la suspensión como afiliados y la inhabilitación interna de ambos diputados, afirmando que «en ningún momento informaron a la dirección [...] de que su voto iba a ser negativo, contraviniendo así la postura oficial acordada». La sanción, de dos años y medio de duración y que no fue recurrida, fue considerada por los políticos como una «expulsión de facto», que acusaron al partido de tener una «nueva estrategia» basada en «pactar con el sanchismo». Igualmente, los representantes no renunciaron a sus escaños en el Congreso, al no ser exigido por el Comité de Garantías y Disciplina del partido, que declaró que la suspensión de militancia e inhabilitación «afecta a la esfera interna en tanto que son afiliados de UPN, pero no al núcleo de sus funciones representativas como diputados» y que la dimisión quedaría, por tanto, como una «decisión personal».
Tras la expulsión de Sayas de UPN, este se convertiría en cabeza de lista del PP al Congreso de Navarra de cara a las elecciones generales de 2023.

### Recurso de inconstitucionalidad
La formaciones conservadoras Vox y Partido Popular —que votaron en contra de la reforma— anunciaron que llevarían la votación al Tribunal Constitucional y que iniciarían un proceso legal contra la entonces Presidenta del Congreso, Meritxell Batet, al considerar que el voto por error del diputado del PP, Alberto Casero, —gracias al cual pudo aprobarse el texto— debería haber anulado el resultado. El recurso se presentó antes de conocer el informe de los letrados del Congreso, que negaron la posibilidad de revocación del voto de Casero y reafirmaron la validez de la votación. En junio de 2022, representantes de los sindicatos CCOO y UGT se personaron formalmente en contra de ese recurso en la institución. El 13 de septiembre de 2022, el Tribunal Constitucional admitió a trámite el recurso propuesto por ambos partidos de la oposición.